# Natasja Anthonisen
Natasja Anthonisen (14 de julio de 2001) es una deportista danesa que compite en bádminton. Ganó una medalla de plata en el Campeonato Europeo de Bádminton de 2025, en la prueba de dobles.

## Palmarés internacional
| Campeonato Europeo | Campeonato Europeo  | Campeonato Europeo | Campeonato Europeo |
| Año                | Lugar               | Medalla            | Prueba             |
| ------------------ | ------------------- | ------------------ | ------------------ |
| 2025               | Horsens (Dinamarca) | Medalla de plata   | Dobles             |